# 진산 철로

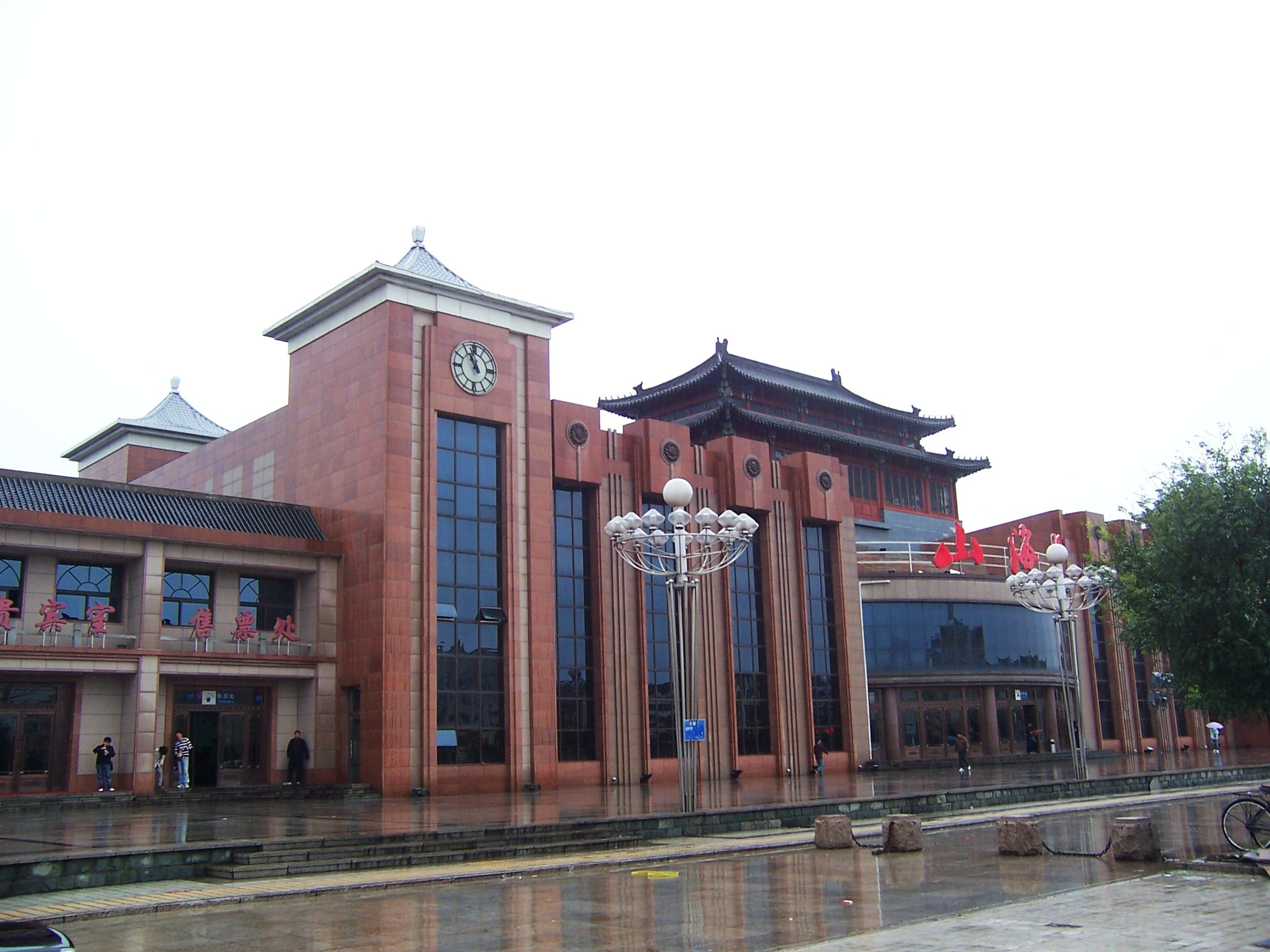

진산 철로(중국어 간체자: 津山铁路, 정체자: 津山鐵路)는 톈진시와 허베이성 친황다오 시 산하이관 구를 연결하는, 중화인민공화국의 철도 노선이다.

## 노선 정보
- 구간과 거리: 난캉 역-산하이관 역 291km
- 궤도간격: 1435mm(표준궤)
- 복선구간: 전구간
- 전철화구간: 전구간(25kV 50Hz 교류)

## 연혁
현재의 구간은 1881년에 탕산 역과 수거좡 역을 연결하였던 탕수선(唐胥線)이 후에 연장되면서 형성된 노선으로 징산선(京山線)으로 개칭되었다.(징하 철로 문서를 참조할 것.)
1975년 궤도 바로 밑부분에 석탄층이 발견되어 開灤礦務局에 의하여 석탄의 채굴이 시작되었다. 그러나 철로의 지반이 침하되어 열차의 정상적인 운행이 어려워져서 별도의 구간에 신선(新線)이 건설된다. 이 구간은 七道橋驛에서 狼坨線을 경유하여 灤縣驛에 이르렀고 七灤線으로 불리었다. 이 과정에서 신탕산역이 건설되고 원래의 탕산역이 탕산 남부역으로 바뀌었다. 1994년 4월 29일에 신탕산역이 완성되었고, 같은 해 11월 11일에 주요열차의 경로가 七灤線 경유로 변경되었다.
2006년 12월 31일 징하 철로의 노선이 징후 철로의 경유에서 징친선(京秦線), 七灤線의 경유로 변경되었고 동시에 난캉 역(南倉驛)부터 산하이관 역까지의 구간은 진산 철로로 개칭되었다.

## 역목록과 접속 노선

### 역목록
- 본선: 南倉 - 天津北 - 天津 - 張貴莊 - 軍糧城 - 塘沽 - 北塘 - 茶淀 - 漢沽 - 蘆台 - 田荘 - 唐坊 - 七道橋 - 豊南 - 唐山 - 楊家口 - 唐山東 - 狼窩鋪 - 沙子河 - 馬鋪営 - 遷安 - 包官営 - 盧龍 - 雙望 - 曹東荘 - 撫寧 - 榆關 - 義卜寨 - 秦皇島 - 龍家営 - 山海関
- 塘沽支線: 塘沽 - 塘沽南 - 三百吨

### 접속 노선
- 난캉 역(南倉驛): 징후 철로
- 狼窩鋪驛: 징하 철로, 京秦線
- 친황다오 역: 大秦線
- 산하이관 역: 선산 철로, 친선 여객전용선

## 같이 보기
- 징하 철로
- 화베이 교통(일본어문서)